# Algar do Cabeço da Serreta
O Algar do Cabeço da Serreta é uma gruta portuguesa localizada na freguesia da Criação Velha, concelho da Madalena do Pico, ilha do Pico, arquipélago dos Açores.
Esta cavidade apresenta uma geomorfologia de origem vulcânica em forma de tubo de lava em encosta.